# Kazalište u 1968.
◄◄ | ◄ | 1965. | 1966. | 1967. | 1968.  | 1969. | 1970. | 1971. | ► | ►►
Arhitektura • Astronautika • Astronomija • Biologija • Film • Fotografija • Glazba • Kazalište • Kemija • Kiparstvo • Knjige • Književnost • Kršćanstvo • Meteorologija • Medicina • Planinarstvo • Politika • Pravo • Promet • Slikarstvo • Strip • Šport • Televizija • Znanost • Zrakoplovstvo • Željeznički promet
Kazalište u 1968.

## Hrvatska i u Hrvata

### Rođenja
- 19. svibnja – Saša Anočić, hrvatski kazališni, televizijski i filmski glumac († 2021.)

## Vanjske poveznice
|  | Zajednički poslužitelj ima još gradiva o temi Kazalište u 1968. |